# 西貝登斯普林斯 (印地安納州)
西貝登斯普林斯（英語：West Baden Springs）是一個位於美國印地安納州奧蘭治縣的城鎮。

## 人口
根據2010年美國人口普查的數據，西貝登斯普林斯的面積為2.84平方千米，當中陸地面積為2.82平方千米，而水域面積為0.02平方千米。當地共有人口2142人，而人口密度為每平方千米754人。